# طواف كاليفورنيا 2009
طواف كاليفورنيا 2009 هو سباق دراجات هوائية أقيم بتاريخ 2009، تكون السباق من 8 مراحل وامتدّ لمسافة 780.44 بسرعة 24.798 /س، استغرق السباق 31 ساعة 28 دقيقة 21 ثانية. فاز به الأمريكي ليفي ليفيمير.

## الترتيب
| م                     | الدرّاج       | البلد            | الزمن                     |
| --------------------- | ------------ | ---------------- | ------------------------- |
| الفائز بالترتيب العام | ليفي ليفيمير | الولايات المتحدة | 31 ساعة 28 دقيقة 21 ثانية |